# Anna Ovena Hoyer
Anna Ovena Hoyer, también Owena y Hoijer (Koldenbüttel, Frisia del Norte, Alemania, 1584; Gut Sittwick bei Stockholm, Suecia, 27 de noviembre de 1655) fue una poetisa alemana del Barroco.

## Biografía
Hija única de Johann (o Hans) Oven (1560-1584) y su esposa Webbecke (1567-1587), quedó tempranamente huérfana. Creció en Witzwort al amparo de su tío, el terrateniente y cronista Mewes Ovens. Primo lejano por parte de su madre era el también cronista Peter Sax. Recibió una esmerada educación humanística: dominaba el latín, posiblemente el griego y el hebreo, y también aprendió a tocar diversos instrumentos musicales. Además de su tío, estuvo a cargo de su tutela Juan Adolfo, duque de Schleswig-Holstein-Gottorf desde 1590. Con su esposa, Augusta de Dinamarca, ligeramente mayor que ella, mantuvo amistad hasta la muerte de la condesa en 1639. Hasta su matrimonio usó como nombre Anna Hanß.
A la edad de 15 años, su tutor la entregó en matrimonio a Hermann Hoyer quien, con solo 23 años había sucedido a su padre, Caspar Hoyer, como gobernador de Eiderstedt. Su dote de 100 000 táleros de Lübeck vino a compensar la alta multa que tuvo que pagar Hermann Hoyer en nombre de su padre fallecido, acusado de corrupción. Desde su puesto de gobernador, Hermann Hoyer actuó contra los menonitas y miembros de otras confesiones consideradas heréticas, que habían llegado a la región reclutados en los Países Bajos para levantar diques, de acuerdo a los ambiciosos planes desarrollistas del principado. En 1620, el duque Federico III les permitiría establecerse en la recién fundada Friedrichstadt.

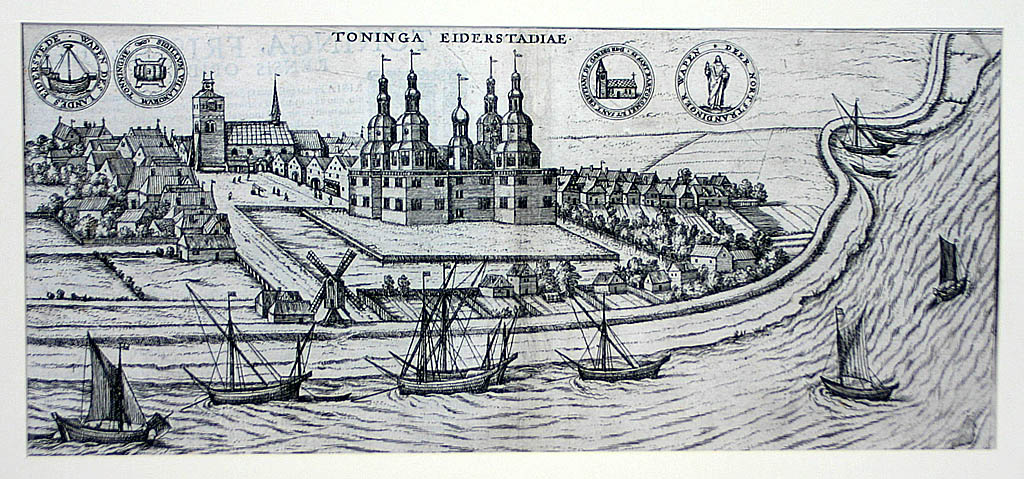
Palacio de Tönning, sede del gobierno de Eiderstedt. y residencia de la familia Hoyer, en un grabado de 1598.

En 23 años de matrimonio Anna Ovena tuvo presumiblemente un total de nueve partos; el último, el de su hijo Friedriich Hermann en 1621. De estos bebés, al menos seis alcanzaron la edad adulta. Ya durante su matrimonio se dedicó a la literatura. Así, puso en verso la novela Euríalo y Lucrecia, traducida del italiano por Niklas von Wyle sobre el original latino de Enea Silvio Piccolomini, esta vez con el título de Süßbittere Freude; / oder / Eine wahrhafftige Historie von zwey liebhabenden Personen (Agridulce alegría / o / la verdadera historia de dos amantes). De esta obra publicada en 1617 no se conserva ninguna copia.

### Polémica religiosa
Tras la muerte de su marido en 1622, hubo de mantener disputas por la herencia con su yerno y la familia Hoyer, además de afrontar requerimientos fiscales por parte del duque Federico III. Aunque vio mermado su patrimonio, conservó la finca familiar de Hoyersworth en las marismas del mar del Norte y diversos immuebles en Husum. Se volcó en una literatura cada vez más espiritual: crítica con la ortodoxia luterana, se sentía más próxima a los escritos místicos y ascéticos de Caspar Schwenckfeld, David Joris y Valentin Weigel. Su casa se convirtió en refugio de activistas religiosos perseguidos, caso del médico Nikolaus Teting, alquimista y miembro de la Rosacruz expulsado de Flensburgo en 1624. Ese mismo año, el predicador de Husum elevó un escrito de acusación contra Anna Ovena Hoyers por mantener en su casa una entusiasta iglesia particular.

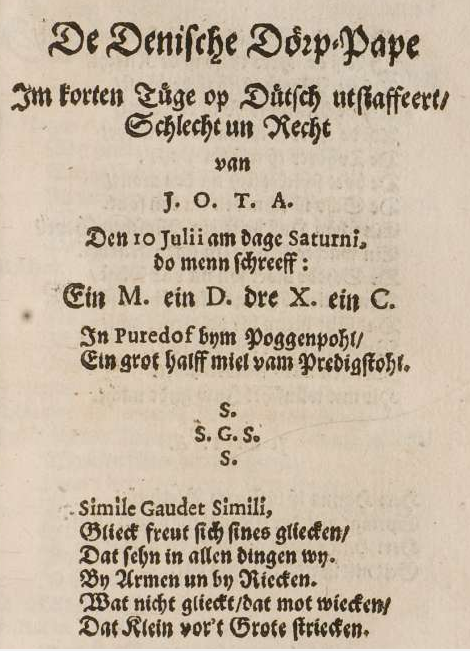
Portada de De Denische Dörp-Pape en la edición de Ámsterdam de los Poemas Espirituales y Profanos de Anna Ovena Hoyer.

Se defendió de los ataques del clero con poemas satíricos. Constantemente condenó la vida inmoral de los pastores que, en su opinión, no ejercían su ministerio con la devoción adecuada. Estas críticas se harían especialmente incisivas en el poema De denische Dörp-Pape, escrito en dialecto bajo alemán y publicado en 1630.
Anna no sufrió persecución de forma directa debido a su elevada posición social y la protección de Augusta, por entonces viuda de Juan Adolfo y madre del conde en vigor, que residía en el palacio de Husum. Sin embargo, pronto las deudas le obligaron a deshacerse de sus propiedades. En 1634 sobrevivió con dos de sus hijos a una terrible inundación, refugiada en la buhardilla del castillo de Tönning. Posteriormente compuso un poema sobre el suceso, en que no muestra ninguna compasión por las víctimas (entre ellas, muchos representantes del clero) sino su satisfacción por saberse salvada y elegida.

### Últimos años en Suecia
Por mediación de la condesa madre Augusta, en algún momento entre 1632 y 1642 (no se disponen de fuentes fiables para ese período) se estableció en Suecia, donde la acabarían siguiendo cinco de sus hijos. Allí había emigrado en 1627, antes de la Guerra de los Treinta Años, Jacob Hoyer (1579–1642), primo de su difunto esposo, que fuera nombrado presidente del Consejo Alemán de Göteborg por el rey Gustavo Adolfo. Empero, Anna no recibió de él ningún apoyo, por lo que pasó sus primeros años en Suecia entre penurias. No fue hasta 1648, con la vuelta a Suecia de la viuda de Gustavo Adolfo, María Leonor de Brandeburgo, que ésta le obsequió con una de sus propiedades en las inmediaciones de Estocolmo.
Integrada en la corte sueca, Anna Ovena compuso canciones para la reina Cristina, así como para su sucesor Carlos X Gustavo y su esposa Eduvigis Leonor, natural de Schleswig-Holstein. En ellas alababa la hospitalidad de la tierra que la había acogido. Pero incluso desde el exilio participó intensa y mordazmente en las querellas alemanas sobre religión. Tras su muerte en 1655, su hijo y nieto recopilaron sus poemas inéditos en el denominado Stockholmer Liederhandschrift (Cancionero manuscrito de Estocolmo), que se conserva actualmente en Copenhague. Los descendientes de Anna Ovena viven aún en Suecia.

## Obra
- Gespräch eines Kindes mit seiner Mutter. (Diálogo entre un niño y su madre), 1628
- De denische Dörp-Pape., 1630.
- Das Buch Ruth, in Teutsche Reimen gestellet. (El libro de Rut, puesto en verso alemán), Estocolmo, 1634 (para la reina María Leonor de Brandeburgo).
- Ein Schreiben über Meer gesand an die Gemeine in Engeland. (Escrito enviado mar allende a la canalla de Inglaterra, 1649 (contra la ejecución del rey Carlos I de Inglaterra).
- Annae Ovenae Hoijers Geistliche und Weltliche Poemata. (Poemas espirituales y profanos de Anna Ovena Hoyer,) Ámsterdam, 1650.

## Estilo
Los poemas de Anna Ovena Hoyer conservan un aire sencillo de canción popular, e ignoran los rigurosos preceptos estéticos de su contemporáneo Martin Opitz.  En ocasiones compuso melodías propias para sus canciones, mientras que otras veces aprovechó la música de canciones populares para usar en casa con sus hijos.
No firmó sus obras convencionalmente como Anna Ovena Hoyers (Anna, hija de Oven, esposa de Hoyer), sino priorizando el nombre paterno latinizado a través del acróstico Johann Ovens Tochter Anna (Anna, hija de Johann Oven) o con diversos e ingeniosos anagramas (Avono Hijero zu Horstrowey in Testredey = Anna Oveny Hoyers in Eiderstedt), recursos muy de la época con que la autora enmascaraba su identidad.

## Difusión
Su obra Diálogo entre un niño (o una niña) y su madre, escrita para sus hijos y publicada en 1628, apareció nuevamente en 1698 sin atribución de autor. Otra edición apareció en 1720 bajo el título de Der Weg wahren Gottseligkeit in folgendem geistlichen Gespräch eines Kindes mit seiner Mutter: Von einer Christlichen Matron vorgestellet (El camino a la verdadera y divina bienaventuranza en el siguiente diálogo espiritual entre un niño y su madre. Presentado por una matrona cristiana). 
Sus Poemas espirituales y profanos, impresos en Ámsterdam en 1650, fueron inmediatamente prohibidos por heréticos e inmorales.
Junto a otras autoras clásicas alemanas y extranjeras, Anna Oven Hoyer aparece antologada por el erudito neoclásico Georg Christian Lehm en Teutschlands Galante Poetinnen (Poetisas galantes de Alemania), (Frankfurt am Main, 1714–15).